# Мертон-колледж
Ме́ртон-ко́лледж (англ. Merton College) — один из колледжей в составе Оксфордского университета в Англии. Его основание относится к 1264 году, когда Уолтер де Мертон, канцлер Генриха III, а затем Эдуарда I, впервые составил устав для независимого академического сообщества и учредил фонды для его поддержки. Важной особенностью фонда Уолтера было то, что этот «колледж» должен был быть самоуправляющимся, а пожертвования были непосредственно возложены на старосту и стипендиатов.
К 1274 году, когда Уолтер ушел в отставку с королевской службы и внес свои окончательные изменения в устав колледжа. Община была закреплена на своем нынешнем месте в юго-восточной части города Оксфорда, и началась быстрая программа строительства. Зал, часовня и остальная часть парадного двора были закончены ещё до конца XIII века. Библиотека Мертон-колледжа, датируемая 1373 годом, является самой старой непрерывно функционирующей библиотекой для университетских ученых и студентов в мире.
Как и многие оксфордские колледжи, Мертон принял свою первую смешанную половую группу в 1979 году, после более чем семисот лет существования института только для мужчин.
Известные выпускники и академики прошлого и настоящего включают четырёх Нобелевских лауреатов и писателя Дж. Р. Р. Толкина, который был профессором английского языка и литературы Мертона с 1945 по 1959 год. Мертон — один из самых богатых колледжей в Оксфорде, и по состоянию на июль 2017 года его фонды составляли 272 миллиона фунтов стерлингов. Мертон имеет хорошую академическую репутацию, регулярно занимая первое место в таблице Норрингтона в последние годы.

## История

### Основание
Мертон-колледж был основан в 1264 году Уолтером де Мертоном, лордом-канцлером и епископом Рочестера. Он претендует на то, чтобы быть старейшим колледжем в Оксфорде, и это утверждение оспаривается между Мертон-колледжем, Баллиол-колледжем и Университетским колледжем. Одним из аргументов в пользу Мертона является то, что это был первый колледж, который был снабжен Уставом и Конституцией, изложенной при его создании. Устав Мертона датируется 1264 годом, тогда как ни в Баллиоле, ни в Университетском колледже не было уставов до 1280-х годов. Кроме того, Мертон был также первым колледжем, который был задуман как сообщество, работающее для достижения академических целей, а не просто как место для проживания ученых.
У Мертона есть непрерывный список ректоров (Warden), восходящий к 1264 году. Из них многие сделали большой вклад в развитие колледжа. Генри Савиль стал одним из тех, кто привел колледж к процветанию в начале 17-го века, расширяя его здания и набирая новых сотрудников.

#### Зал Святого Альбана
Сент-Олбан-Холл — самостоятельный академический зал, ранее принадлежащий монастырю Литлмор, пока он не был куплен Мертон-колледжем в 1548 году, после упразднения монастыря. Продолжал существовать как отдельное учебное заведение, пока в 1881 году не был окончательно присоединен к колледжу.

#### Симпатии парламенту в Гражданской войне
Во время Гражданской войны в Англии Мертон был единственным Оксфордским колледжем, который встал на сторону парламента. Это произошло из-за более раннего спора между деканом Натаниэлем Брентом и посетившем колледж архиепископом Кентерберийским Уильямом Лаудом. Брент был главным викарием при Лауде, который посетил Мертон-колледж в 1638 году и настаивал на многих радикальных реформах: его письма к Бренту были написаны надменным и решительным языком.
Брент, член парламента, переехал в Лондон в начале Гражданской войны: здания колледжа были захвачены роялистами и использовались для размещения большей части двора Карла I, когда Оксфорд был столицей роялистов. Сюда входила французская жена короля, Королева Генриетта-Мария, которая жила в комнате, расположенной над аркой между фасадом и каре Феллоузов, или рядом с ней. Портрет Карла I висит рядом с комнатой королевы.
Брент свидетельствовал против Лауда на суде в 1644 году. После казни Лауда 10 января 1645 года Джон Гривз, один из заместителей декана Мертона и профессор астрономии Сэвилиана (названа в честь Сэра Генри Сэвила), составил прошение об отстранении Брента от должности; Брент был смещен Карлом I 27 января 1646 года и заменен Уильямом Харви.
Томас Фэрфакс захватил Оксфорд для Парламента после третьей осады в 1646 году, и Брент вернулся из Лондона. Однако в 1647 году Парламент учредил парламентскую комиссию (визитацию) «для исправления правонарушений, злоупотреблений и беспорядков» в Оксфордском университете. Председателем визитаторов был Натаниэль Брент. Гривза обвинили в том, что он наложил секвестр на имущество колледжа и деньги короля Карла. Несмотря на показания своего брата Томаса, к 9 ноября 1648 года Гривз лишился и членства в колледже, и должности Сэвильского преподавателя астрономии.

## Здания и территория
«Дом стипендиатов Мертона» первоначально располагался в Суррее (на территории нынешнего Старого Молдена), а также в Оксфорде, но только в середине 1260-х годов Уолтер де Мертон приобрел большую часть нынешнего участка в Оксфорде, вдоль южной стороны бывшей тогда улицы Святого Иоанна (ныне Мертон-стрит). Колледж был основан на этом месте в 1274 году, когда Уолтер внёс последние изменения в устав колледжа.
Первоначальное приобретение включало приходскую церковь Св. Иоанна (которая была заменена часовней) и три дома к востоку от церкви, которые теперь образуют северную сторону Переднего квадрата. Уолтер также получил разрешение от короля строится на части участка к югу, до старой городской стены, чтобы сформировать приблизительно квадратный участок. Колледж продолжал приобретать другие объекты недвижимости по мере того, как они становились доступными по обе стороны Мертон-стрит. Когда-то колледж владел всей землей от того места, где сейчас находится Крайст-черч, до юго-восточного угла города. Земля к востоку в конечном итоге стала садом нынешних стипендиатов, а западная часть была арендована смотрителем Ричардом Роулинзом в 1515 году для основания колледжа Корпус-Кристи (с годовой арендной платой чуть более 4 фунтов стерлингов).

### Часовня
К концу 1280-х годов старая церковь Святого Иоанна Крестителя пришла в «разрушительное состояние» и отчеты колледжа показывают, что работы над новой церковью начались примерно в 1290 году. Существующий хор с огромным восточным окном был построен к 1294 году. Окно является важным примером (оно поддается датировке) того, как строгие геометрические условности раннеанглийского периода архитектуры начали ослабевать в конце 13 века. Южный трансепт был построен в 14 веке, северный — в первые годы 15 века. Колокольня была построена к 1450 году. Часовня заменила приходскую церковь Св. Иоанна и продолжала служить приходской церковью, а также часовней до 1891 года. Именно по этой причине в более старых документах её обычно называют церковью Мертона, так как северная дверь ведет на улицу, а вторая — в колледж. Эта двойная роль также, вероятно, объясняет большой размер часовни, которая по своему первоначальному проекту должна была иметь неф и два прохода, выходящие на запад.
Многие члены колледжа захоронены в часовне.
В 2007 году был основан новый хор, в котором с октября 2008 года поют шестнадцать студентов и аспирантов. Руководят хором Питер Филлипс, в настоящее время также директор Tallis Scholars, и Бенджамин Николас, бывший музыкальный директор аббатства Тьюксбери. В 2013 году была завершена установка нового органа, спроектированного и изготовленного Dobson Pipe Organ Builders. Часовня славится своей великолепной акустикой.
Шпиль часовни находится в Павильон-Гарден VI Виргинского университета с 1928 года, когда "он был передан университету в честь образовательных идеалов Джефферсона ".

### Передний двор и столовая
Столовая является самым старым сохранившимся зданием колледжа, но кроме двери со средневековыми металлическими конструкциями, почти никаких следов древнего сооружения не сохранилось после последовательных усилий по реконструкции, сначала Джеймсом Уайеттом в 1790-х годах, а затем Гилбертом Скоттом в 1874 году. Столовая до сих пор ежедневно используется по-назначению. В ней, также, можно увидеть ряд важных портретов. Обычно она закрыта для посетителей.
Передний двор (четырехугольник), вероятно, является самым ранним четырехугольником, но нельзя сказать, что его неформальный стиль повлиял на других архитекторов. Напоминание о его изначальной домашней природе можно увидеть в северо-восточном углу, где на одной из плит стоит отметка «Колодец». Квартал образован из садов на заднем дворе трех первоначальных домов, которые Уолтер приобрел в 1260-х годах.

### Mob Quad и библиотека
Посетителям Мертона часто говорят, что Mob Quad (Двор Моб), построенный в 14 веке, является самым старым двором (т. н. четырёхугольником) любого оксфордского или Кембриджского колледжа и является образцом будущей университетской архитектуры, но Передний двор (Front Quad) был заложен раньше, а другие колледжи, например, Корпус-Кристи в Кембридже, показывают свои собственные примеры подобных дворов.
Старая библиотека занимает верхний этаж южного и западного крыла Mob Quad, а первоначальная архивная комната все ещё находится в северо-восточном углу; здесь хранится один из самых полных архивов колледжей в Европе. В библиотеке имеется первое издание пьес Уильяма Шекспира и кэкстоновское издание «Кентерберийских рассказов».

### Четырёхугольник профессоров
Самый большой четырёхугольник в Мертоне — это Четырёхугольник профессоров (Fellows' Quadrangle), расположенный непосредственно к югу от столовой. Он стал кульминацией работы, предпринятой сэром Генри Савилом в начале 17 века. Первый камень в фундамент был заложен вскоре после завтрака 13 сентября 1608 года (как записано в реестре колледжа), а работы были завершены к сентябрю 1610 года (хотя зубцы были добавлены позже). Южные ворота увенчаны башней четырёх ордеров, вероятно, вдохновленной итальянскими образцами, которые ректор Сэвил видел во время своих европейских путешествий. Основные подрядчики были из Йоркшира (как и Сэвил); Джон Экройд и Джон Бентли из Галифакса руководили каменной кладкой, а Томас Холт — работой по дереву. Позже эта группа работала над Бодлианской библиотекой и Уэдхэм-колледжем.

### Прочие постройки
Большинство других зданий построены в викторианском стиле или позднее и включают: Квартал Святого Альбана (или «Стаббинс»), спроектированный Бэзилом Чампни построенный на месте средневекового зала Святого Альбана (элементы старого фасада включены в часть, выходящую на Мертон-стрит); здание Grove, построенное в 1864 году Уильямом Баттерфилдом, но «наказанное» в 1930-х годах; здания за Садом профессоров под названием «Роуз Лейн»; несколько зданий к северу от Мертон-стрит, в том числе теннисный корт и апартаменты Old Warden’s Lodgings (спроектированные Чампни в 1903 году); и новый четырёхугольник на Холиуэлл-стрит, недалеко от колледжа.

### Лекционный зал Томаса Стернза Элиота
Новый лекционный зал имени Томаса Стернза Элиота, бывшего преподавателя колледжа, был открыт в 2010 году. В нём установлен бюст Элиота, выполненный скульптором Джейкобом Эпстайном, подаренный Фрэнком Бренчли, бывшим членом и научным сотрудником колледжа. Бренчли также подарил колледжу свою коллекцию первых изданий и эфемер Элиота, которая считается вторым по величине собранием подобных материалов в мире. Фойе освещено световым дисплеем, представляющим три созвездия, которые были видны в ночь на 14 сентября 1264 года, в день основания колледжа.